# Walter y Tandoori
Walter y Tandoori es una serie de televisión infantil de dibujos animados de Quebec (Canadá) que consta en total de 65 episodios. Su propósito es la educación ambiental, y cada una de las aventuras es un pretexto para una lección de conservacionismo, si bien la lección completa requiere el comentario por parte de los mayores.
Se hizo primero una serie llamada Walter, de episodios muy cortos, y después otra: Walter y Tandoori, de episodios de unos 11 minutos, en la que Walter y su amigo Tandoori viajan por el mundo. 
En los cortos de Walter, los personajes no hablan propiamente, sino que farfullan y emiten onomatopeyas, más de una manera que recrea ciertos acentos, correspondientes en el caso de muchos personajes con sus orígenes: así, los rusos farfullan con acento ruso, los japoneses con acento japonés... Walter parece ser inglés. A partir de Walter y Tandoori los personajes hablan, tienen dialógos y sostienen conversaciones, incluso Tandoori, quien ahora es retratado como animal parlante. La única excepción continúa siendo Walter, quien sigue emitiendo los mismos balbuceos.
La serie fue creada por Marcel-Romain Thériault y Viau Sylvain, escrita por Didier Loubat y Sylvain Lavoie, dirigida por este último y difundida por TV5 de Quebec, y también por VRAK TV, que la empleaba como intermedio. En Francia y México, la serie se comenzó a emitir en enero del 2006 en Ma Planète. En América Latina, se encargó de su transmisión Cartoon Network.

## Personajes principales
- Walter: inventor de carácter un tanto infantil. Su pasión es el conservacionismo. Él no habla español pero aun así le entienden todos y él a ellos.

- Tandoori: un pollo que es amigo inseparable de Walter. La presentación de Tandoori muestra de manera graciosa y aceptable la manera de criar los pollos para su posterior venta. Sucede que Tandoori, tras ser prisionero de una granja de pollos, es liberado por Walter durante una protesta de los animalistas. Tandoori es hiperactivo, se hace vegetariano y se cree más inteligente que su amigo inventor. Si habla español.

- La señora mayor (La vieille dame): vecina de Walter y Tandoori. Es muy aficionada a su césped y a sus flores. Tiene un perro chihuahua de ladrido estridente con el que no se lleva muy bien Tandoori, y siempre se están haciendo malas faenas.

- El sr. Músculos (Monsieur Muscles): otro vecino, con querencia por lo grande, por lo llamativo y por lo que hace ruido, como su coche, con el que se pasa horas en el garaje para mantenerlo a la última. A Tandoori le gusta desfiarlo a enredarse con él en juegos y deportes competitivos.

- El villano industrial (Le méchant industriel): las grandes empresas contaminantes encarnadas en un personaje que sólo va cambiando de vestimenta y de bigote y que se encuentran Walter y Tandoori en sus viajes por el mundo.

## Episodios por orden alfabético
- L'air vicié dans les édificies (El aire viciado del interior de los edificios). Mientras hace cola en un edificio de oficinas, a Walter se le ocurre la manera de hacer que los conductos de ventilación no estén tan sucios.

- Animaux en péril (Los animales en peligro). Walter ayuda a las focas y a las morsas a librarse de un cazador furtivo.

- Le bac à recyclage (El contenedor de reciclaje). Una mujer mayor alemana sigue el consejo de Walter y emplea un contenedor de reciclaje.

- Le braconnage (El furtivismo). Un furtivo busca animales en el Serengueti.

- La chasse aux baleines (La caza de ballenas). Gracias a un giro inesperado de los acontecimientos, Walter librará del cazador a una ballena.

- Le compostage (La obtención de mantillo natural). Walter, Tandoori y un vecino se inician en la fabricación de abono natural.

- La consommation abusive d'énergie (El gasto abusivo de energía). El vecino de Walter no quiere ni oír hablar de limitar el gasto de aire acondicionado.

- Le danger des pesticides (El peligro de los pesticidas). En una zona agraria, se corre el riesgo de una extraña mutación por el empleo de pesticidas. Walter y Tandoori encuentran una manera de eliminar los mosquitos con el empleo de redes.

- Les débris dans l'espace (La chatarra espacial). Walter y Tandoori recobran toda la chatarra espacial, a la que se dará un uso extraterrestre.

- Les déchets des touristes (Los desechos de los turistas). En Italia, Walter y Tandoori ven la enorme masa de desechos que van dejando los turistas, y se proponen darles un escarmiento.

- Les déchets industriels (Los residuos industriales). Walter se da un chapuzón y de repente se halla envuelto en un mar de lodo tóxico, pero encontrará la manera de devolvérselo a su dueño.

- Les déchets non recyclables (Los desechos irreciclables). Se lleva a cabo una descarga clandestina de desechos peligrosos en una isla desierta y se abandonan allí. Walter y Tandoori tendrán que trabajar deprisa.

- Les déchets recyclables (Los desechos reciclables).

- Les dépotoirs clandestins (Los vertederos clandestinos). En las Islas Galápagos, Walter hace gala de sus dotes de reciclaje y frustra unos planes de vertido.

- Le déséquilibre de l'écosystème (La alteración del ecosistema). Las tortugas abandonadas en las alcantarillas buscan a sus dueños. El vecino gruñón ayudará a Walter y a Tandoori en esta ocasión.

- La destruction des habitats naturels (La destrucción del hábitat natural). Expulsados para la construcción de hoteles de lujo, una banda de monos reconquistará su territorio con la ayuda de Walter y Tandoori.

- Les détergents corrosifs (Los detergentes corrosivos). A Walter se le están estropeando las flores por causa de los productos de limpieza empleados por su vecino.

- Le dilemme du dézonage (El dilema de la recalificación de terrenos). Walter intenta impedir la construcción de un camino al corazón de la selva amazónica.

- Le dilemme du Nucléaire (El dilema de lo nuclear). Durante un viaje a Rusia, Walter y Tandoori asisten a las consecuencias de un accidente nuclear, y sufren algunas transformaciones.

- La diminution de la couche d'ozone (La disminución de la capa de ozono). Walter y Tandoori, con su amigo el canguro, intentan poner remedio a los agujeros de la capa de ozono causados por una nube del aerosol que se emplea como fijador del cabello.

- Les effets de la déforestation (Los efectos de la deforestación). Walter y Tandoori van al rescate de las aves de la selva tropical.

- Les effets nocifs du gaz carbonique (Los efectos nocivos del gas carbónico). Un vecino se empeña en ensuciar el aire con el humo negro que despide el tubo de escape de su coche. Walter se pregunta de qué planeta será, y se propone averiguarlo.

- L'énergie solaire (La energía solar). Un vecino travieso emplea el panel solar de Walter para hacerle una jugarreta.

- Les engrais chimiques (Los fertilizantes industriales). Un vecino de Walter se dispone a tener una cosecha de hortalizas gigantes aun exponiéndose a productos tóxicos.

- Les éoliennes (Los aerogeneradores). En el campamento de Walter y Tandoori hay problemas con un aerogenerador, una cometa y un abrelatas eléctrico.

- L'exploitation des nappes d'eau (La explotación de los acuíferos). Walter y Tandoori descubren en África una espléndida cueva inundada, y frustran los planes de un vendedor de agua embotellada.

- Les fientes des pigeons (Las heces de las palomas). Una fuente está bastante estropeada al ser frecuentada por las palomas, pero el problema se resolverá pronto.

- Les fruits et légumes transgéniques (Frutas y verduras transgénicas). En un mercado, Walter y Tandoori prueban unas frutas de magnífico aspecto. Después, comenzarán a experimentar extrañas transformaciones.

- La fumée industrielle (Los humos industriales). Un campo de margaritas, una nube nauseabunda y perfume en aerosol, inesperadamente, dan lugar a una historia de amor.

- La fumée secondaire (Los humos secundarios). Un fumador de París aprende que los buenos deseos y los cigarrillos no casan bien.

- Le gaspillage de l'eau (El despilfarro de agua). Un vecino de Walter que derrocha el agua en pleno verano no saldrá bien parado.

- Le gaspillage de l'énergie (El despilfarro de energía). Walter y Tandoori están en Las Vegas durante un apagón.

- Le gaspillage des ressources naturelles (El despilfarro de los recursos naturales). Gracias a la nueva técnica de reforestación de Walter y Tandoori, vuelve a tener vegetación un bosque que se había quedado sin árboles al haber sido talados para la fabricación de papel higiénico.

- Les graffitis (Las pintadas). Walter y Tandoori muestran a un grafitero que hay maneras de desarrollar el talento sin pintarrajear las pirámides de Egipto.

- L'hydroélectricité et l'environnement (Las hidroeléctricas y el medio natural). Unas vacaciones en el Gran Cañón del Colorado se echan a perder cuando una compañía hidroeléctrica empieza a erigir una presa.

- L'introduction d'une espèce exogène (La introducción de una especie exótica). Una mascota procedente de otras tierras siembra la discordia en casa de Walter y causa estragos en el jardín.

- Les marées noires (Las mareas negras). En el Golfo de México, una embarcación amenaza con causar un desastre ambiental.

- La navigation de plaisance et la faune aquatique (La navegación de recreo y la fauna acuática). En un viaje a Florida, Walter y Tandoori se las verán con las lanchas motoras.

- La pêche commerciale abusive (La pesca comercial abusiva). Las piernas de un pescador muy codicioso quedan atrapadas en la red, y así el depredador se convierte en presa.

- Les pluies acides (La lluvia ácida). La ciudad de San Francisco es víctima de una precipitación tóxica, así que Walter se las arreglará para que el jefe de la fábrica se dé la última ducha.

- La pollution canine (La contaminación canina). En una gran ciudad europea, Walter da una lección de higiene.

- La pollution des fonds marins (La contaminación de los fondos marinos). Un pescador tira la basura por la borda. Walter y Tandoori se encargarán de que pronto no tenga para comer más que un tarro de mermelada.

- La pollution en croisière (La contaminación de los barcos).

- La pollution odorante (La contaminación olorosa). Walter y Tandoori se proponen eliminar el mal olor en el campo.

- La pollution par le charbon (La contaminación por el carbón). En un viaje a China, Walter y Tandoori inventan el horno de pedales.

- La pollution sonore (La contaminación acústica). Durante un fin de semana hay estruendo sin parar, y Walter tomará una determinación para remediarlo.

- La pollution urbaine (La contaminación urbana). En una ciudad europea, un taco de goma tirado al suelo se ha convertido en algo parecido a la criatura de la película The Blob.

- La pollution visuelle (La contaminación visual). Los anuncios hacen que Walter pierda la memoria.

- Les poulets transgéniques (Los pollos transgénicos). Walter organiza una evasión de pollos de una granja.

- La prévention des feux de forêt (La prevención de los incendios forestales). Una pareja de campistas juega con el fuego.

- La protection de notre écosystème (La protección de nuestro ecosistema). Un paseo por cuatro ecosistemas.

- La publicité indésirable (La publicidad indeseable). Walter y Tandoori recogen un montón de folletos publicitarios que les han dejado a la puerta de casa y prepararán con ellos su venganza.

- Le ravage des moules zébrées (Los estragos del mejillón cebra). En una ciudad costera, Tandoori intenta frenar la multiplicación del mejillón cebra.

- Les rayons nocifs du Soleil (Los rayos de sol nocivos). Los ardientes rayos de sol que atraviesan la capa de ozono castigan a Walter cuando está en una playa de las Antillas.

- Les rebuts en randonnée (La chatarra va de excusión). Walter y Tandoori aprovechan un equipo abandonado para escalar una montaña del Nepal.

- Le réchauffement de la Planète (El recalentamiento del planeta). Un témpano de hielo se está deshaciendo bajo los pies de los pingüinos, pero Walter es un experto en refrigeración.

- Le recyclage de la peinture (La reutilización de la pintura). Unos restos de pintura le bastan a Walter para darle colorido a un campamento.

- Le recyclage des sapins de noël (La reutilización de los árboles de navidad).

- Le recyclage des vieilles lunettes (La reutilización de las gafas).

- Le recyclage des vieux pneus (El reciclaje de los neumáticos).

- Le recyclage des vieux vêtements (La reutilización de la ropa).

- Le smog (La niebla sucia). Walter se ahoga con la contaminación de la ciudad.

- Le suremballage (El exceso de embalaje).

- Les terrains de golf et la déforestation (Los campos de golf y la deforestación). Walter y Tandoori devuelven un campo de golf a su estado silvestre natural.

- Les voitures hybrides (Los automóviles híbridos). Walter y Tandoori tienen un coche híbrido. En contraste, el vecino tiene otro de alto consumo de combustible.